# Линтерис, Грегори Томас
Гре́гори То́мас Ли́нтерис (англ. Gregory Thomas Linteris; род. 1957) — астронавт США. Совершил два космических полёта на шаттлах: STS-83 (1997, «Колумбия»), STS-94 (1997, «Колумбия»), учёный.

## Личные данные и образование

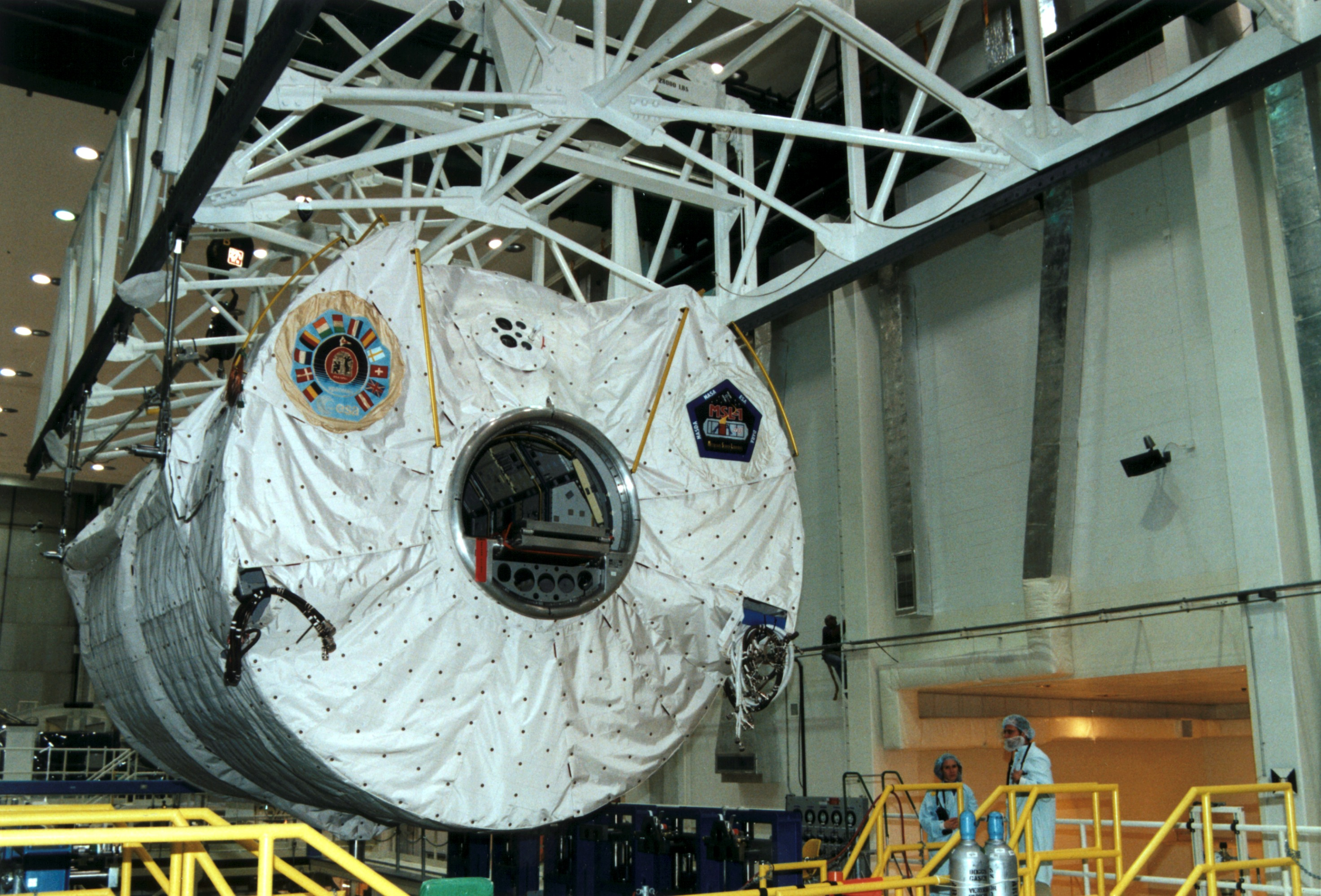
«Спейслэб» в монтажном корпусе.

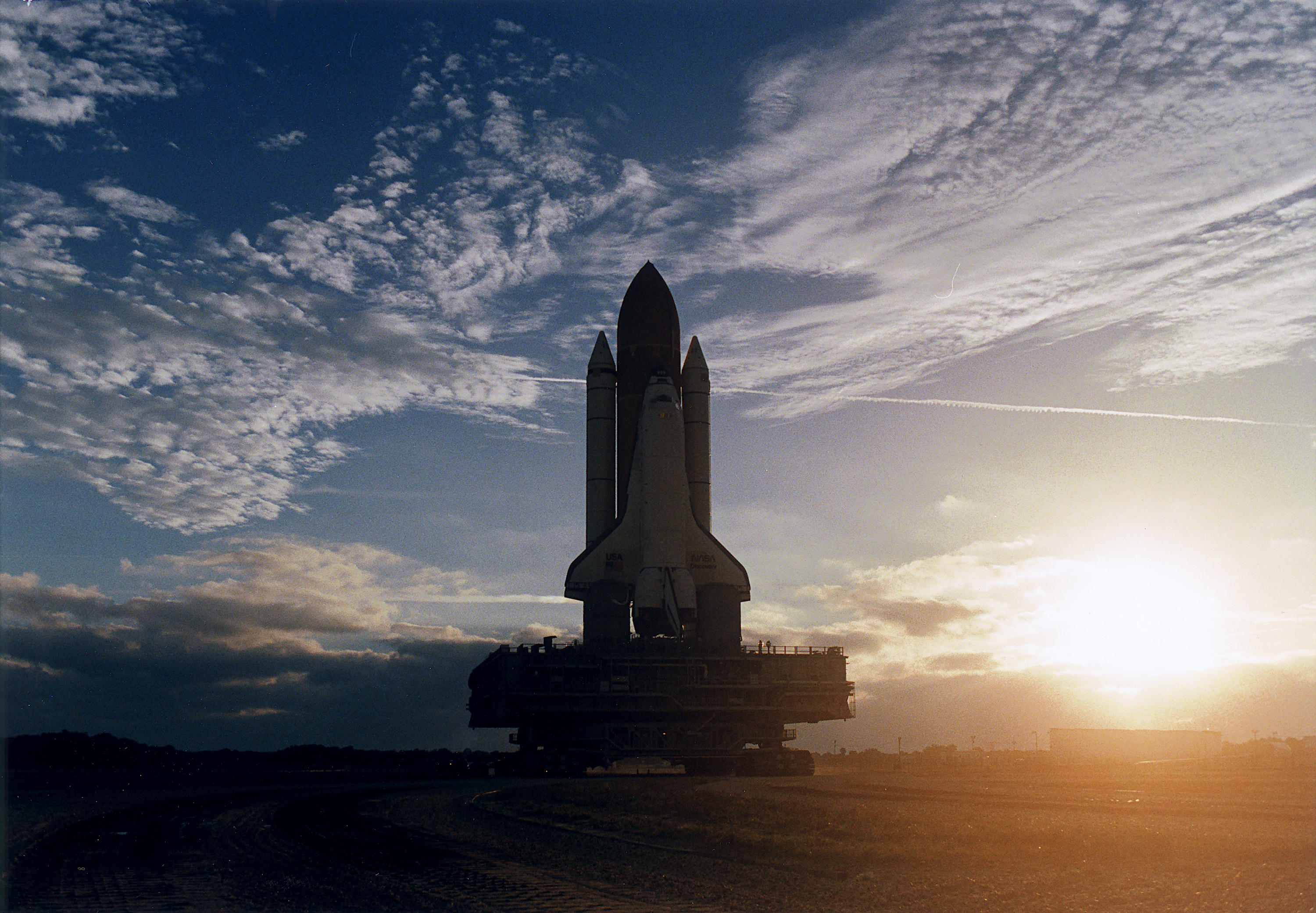
Транспортёр перевозит Колумбию к стартовому столу.

Грегори Линтерис родился 4 октября 1957 года в городе Демарест, штат Нью-Джерси, в 1975 году окончил среднюю школу в городе Демарест, штат Нью-Джерси. В 1979 году получил степень бакалавра в области химического машиностроения в Принстонском университете. В 1984 году получил степень магистра наук в области проектирования на машиностроительном факультете Стэнфордского университета. В 1990 году стал доктором наук в области механики и аэрокосмической инженерии в Принстонском университете.
Холост. Его интересы: бег, лыжи, виндсёрфинг, туризм, альпинизм и чтение, был членом команды борцов Университета Принстона. Его родители, Лино Луиджи и Элен Мэри Линтерисы проживают в Нью-Джерси.

## До НАСА
С 1985 по 1990 год доктор Линтерис изучал в Принстоне высоко-температурные химические реакции (горение) в турбулентном потоке, индуцированную флуоресценцию. К.

## Подготовка к космическим полётам
Осенью 1995 года был выбран одним из кандидатов для полета лаборатории «Спейслэб» с экспериментами по космическому материаловедению. 29 января 1996 года был назначен основным специалистом по полезной нагрузке в полёт на STS-83.

## Полёты в космос
- Первый полёт — STS-83[3], шаттл «Колумбия». C 4 по 8 апреля 1997 года в качестве «специалиста по полезной нагрузке». Программа полёта, рассчитанная на 16 суток, предусматривала проведение серии микрогравитационных экспериментов в космической Лаборатории микрогравитационных наук MSL-1, однако из-за технической неисправности было принято решение о его досрочном прекращении[4]. Астронавты благополучно приземлились на посадочной полосе КЦ Кеннеди. Полёт был досрочно прекращен из-за отказа одного из трёх топливных элементов шаттла, и полётная программа не была выполнена. Сразу после этого НАСА приняло решение провести повторный полёт шаттла Колумбия с тем же экипажем. Продолжительность полёта составила 3 суток 23 часа 14 минут[5].
- Второй полёт — STS-94[6], шаттл «Колумбия». C 1 по 17 июля 1997 года в качестве «специалиста по полезной нагрузке». В программу полёта входило проведение серии микрогравитационных экспериментов в космической лаборатории MSL-1 размещённой одном из модулей Спейслэб. Это первый в истории шаттлов повторный полёт с тем же экипажем и той же полезной нагрузкой, так как полёт STS-83 был прерван из-за технической неисправности[7]. Продолжительность полёта составила 15 суток 16 часов 46 минут[8].

Общая продолжительность полётов в космос — 19 дней 15 часов 58 минут.

## После полётов
Доктор Линтерис имеет более 40 публикаций в области горения, химической кинетики, спектроскопии и передачи тепла.

## Награды и премии
Награждён: Медаль «За космический полёт» (1997, дважды) и другие.